# Oniumföreningar
Oniumföreningar är samlingsnamn för joniska kemiska föreningar i vilka den positiva jonen bildats genom att protoner eller andra positiva grupper bundits till en neutral molekyl.
Exempel är ammoniumföreningar, som har positiva jonen NH4+, bildad genom att ammoniak tagit upp en proton.
Namnet onium används även för katjoner som kan bli följden av substitution av väteatomer i dessa joner av andra grupper, såsom organiska radikaler, eller halogener; såsom tetrafenylfosfoniumbromid, (C6H5)4P+.
Substituentgrupperna kan vara di- eller trivalenta, vilket ger joner såsom iminium och nitrilium.
Oniumjoner har en laddning på +1. En molekyl med två eller flera oniumjonsubgrupper sägs vara en dubbeloniumjon respektive trippeloniumjon, och så vidare. Föreningar med en oniumkatjon och någon annan negativ jon är kända som oniumsalter.
Lewisbaser bildar oniumjoner när den centrala atomen vinner ytterligare en bindning och blir en positiv katjon. Den motsatta processen är när Lewissyror bildar anjoner när den centrala atomen får ytterligare en bindning och blir en negativ jon.